# Макдонна-Мосхо Тзавелла
Макдонна-Мосхо Христофорова Тзавелла (на английски: Makdonna-Moscho Christopher Tzavella) е българска и канадска художничка, културна антроположка. Членка е на Федерацията на канадските художници.

## Биография
Произхожда от известния гръцки род Тзавелас, чиито корени датират от XV век. Родена е в семейството на историка, фолклорист и поет Христофор Тзавелла (1934 – 2018) и съпругата му Елена Тзавелла. Започва да рисува от малка.
Завършва средното си образование в Националната гимназия за древни езици и култури „Константин-Кирил Философ“ през 1990 година. Получава магистърска степен по културология в Софийския универиситет, където е удостоена с наградата „Илия Бешков“ на Фонд „13 века България“ за най-добре написана и защитена дипломна работа. Специализира национална психология, гръцко изкуство и фолклор в Института за балкански изследвания в Солун, Гърция, и история и философия на изкуството в Миланския университет, както и културна антропология, история и теория на гръцката култура в Солунския университет „Аристотел“. 
През 1997 година излиза книгата й „Генеалогично значение и сравнително изследване на личните имена в народните песни на братя Миладинови“, а през 2000 година – „В креслото на баба“ в съавторство със сестра й София Тзавелла.
Работи по изследователски програми върху балканската културна история на всекидневието и градския живот в университети в Гърция и Нидерландия. Пише разкази, пътеписи, коментари, статии. Създава илюстрациите за две детски книжки с приказки на Ханс Кристиан Андерсен, издадени в България. Има над 20 успешни самостоятелни изложби в България, Гърция и Нидерландия, като първата от тях е през 2001 година. През годините участва и в няколко колективни изложби, а картините й се продават на търгове, организирани от аукционна къща „Аполон и Меркурий“. Нейни картини са притежание на частни колекционери от Гърция, Канада, САЩ, Великобритания, Германия и други страни.
През 2020 година участва в Международна онлайн изложба за наивистично изкуство NAIVA Bratislava, Словакия. През 2023 г. участва във Второто международно биенале НАИВ България, организирано от Салона за наивистичното и интуитивно изкуство в България. През 2025 година участва в Третото международно виртуално биенале „Интуитив България“.